# Jahangir Amouzegar
Jahangir Amouzegar (persiska: جهانگير آموزگار), född 13 januari 1920 i Teheran, Iran, död 17 januari 2018 i Washington, D.C., USA, var en iransk ekonom, akademiker och politiker.

## Karriär
Jahangir Amouzegars var äldste son till Habibollah Amouzegar, en framstående advokat och politiker under Pahlavidynastin i Iran. Han avlade en kandidatexamen i ekonomi vid Teherans universitet och fortsatte därefter sina studier och tog så småningom en doktorsexamen från University of California, Los Angeles i USA.
Jahangir Amouzegar återvände till Iran 1954 och gick tre år senare med i det nygrundade partiet Melliyun. Han tjänstgjorde som handelsminister i Iran 1961–1962 och som finansminister 1962 i premiärminister Ali Aminis kabinett. Han var ledamot i  Internationella valutafondens exekutivstyrelse i Washington, D.C. mellan 1974 och 1980. Han var även ordförande i National Iranian Oil Company under en period och Irans sändebud (ambassador-at-large) till bland annat FN fram till 1979.
Jahangir Amouzegar är författare till en rad böcker och till mer än hundra artiklar om Irans och Mellanösterns ekonomier. Han undervisade och föreläste i nationalekonomi vid flera universitet, däribland Johns Hopkins University och University of Michigan.
Jahangir Amouzegar utvandrade till USA i samband med den iranska revolutionen 1979 och arbetade som rådgivare åt Internationella valutafondens verkställande direktör fram till 1984.
Han dog 2018 i Washington D.C., fyra dagar efter sin 98-årsdag.

## Familj
Jahangir Amouzegars var gift med amerikanskan Eleanor Amuzegar och bror till ekonomen och politikern Jamshid Amouzegar som var Irans premiärminister. 2011 etablerades Jahangir and Eleanor Amuzegar Fund for Contemporary Iranian Art vid konstmuseerna Arthur M. Sackler Gallery och Freer Gallery of Art i Washington D. C.

## Verk i urval
- Managing the Oil Wealth: Opec's Windfalls and Pitfalls. ISBN 1-86064-648-4
- The Dynamics of the Iranian Revolution: The Pahlavis' Triumph and Tragedy. ISBN 0-7914-0732-2
- The Islamic Republic of Iran: Reflections on an Emerging Economy ISBN 978-1-857-43748-5